# Zdeněk Kopal
Zdeněk Kopal ([ˈzdɛɲɛk ˈkopal], 4 avril 1914 – 23 juin 1993) est un astronome et mathématicien tchèque et américain. Il est actif surtout en Angleterre.

## Biographie
Kopal naît et grandit à Litomyšl, alors dans le royaume de Bohême (maintenant en République tchèque). Durant la Première Guerre mondiale, son père étant dans l'armée, il est accueilli à Jičín par son grand-père Josef Lelek, qui instille en lui le goût de la science. Après la guerre la famille revient à Litomyšl, puis déménage à Prague. À 14 ans il voit un homme qui offre, contre rémunération, des coups d’œil dans un télescope pour voir les taches solaires ; l'adolescent entreprend la construction de son propre télescope. Il devient bientôt membre de la Société astronomique tchèque. Il s'intéresse aux étoiles variables, dans la lignée de Vojtěch Šafařík (en). À 17 ans, il publie ses propres observations et un livre de vulgarisation. Il remplace František Nušl, qui ne pouvait se présenter pour donner une conférence ; c'est la première fois qu'il a l'occasion de parler de la passion de sa vie, les systèmes binaires rapprochés.
À l'université Charles, où il s'inscrit ensuite, il a comme maîtres, outre Nušl, Eduard Čech entre autres en mathématiques et, en astronomie, Erwin Finlay-Freundlich (en) et Vincenc Nechvíle. Lors de l'assemblée générale de l'Union astronomique internationale de 1935 à Paris, il est élu membre de l'institution.
Au début de sa carrière Kopal étudie les étoiles variables, en particulier les binaires à éclipses. En 1938 il est étudiant à l'université de Cambridge en Angleterre, où se trouve le fameux Arthur Eddington, et, la même année, se rend avec sa jeune femme à l'observatoire de l'université Harvard, où il travaille sous la direction de Harlow Shapley. Il a appris sur le bateau l'existence des accords de Munich et décide de rester aux États-Unis. Il enseigne à Harvard (1940–48) et au Massachusetts Institute of Technology (1947–51). Après l'entrée en guerre des États-Unis, il travaille pour l'armée et la marine américaines ; il y devient expert en balistique et en aérodynamique. Sa coopération avec Norbert Wiener date de cette époque.
Après la guerre, Kopal rencontre Einstein. Il se voit offrir un poste prestigieux à Prague, mais le coup de Prague se produit et Kopal prend plutôt la tête du département d'astronomie de l'université de Manchester ; il était devenu citoyen américain, mais il allait demeurer en Angleterre jusqu'à la fin de sa vie. En préparation au programme Apollo il cartographie la surface de la Lune à partir de l'observatoire du Pic du Midi de Bigorre. Il est jusqu'à sa mort éditeur en chef du journal Astrophysics and Space Science, poste qu'il occupe depuis la fondation du périodique. Il a également fondé les journaux Icarus et Moon (renommé Earth, Moon and Planets).
En mathématiques, il s'illustre particulièrement dans le domaine de l'analyse numérique. Il apprend des techniciens de Jodrell Bank l'utilisation en astrophysique de l'analyse de Fourier et contribue lui-même aux mathématiques de la première génération des ordinateurs.
Ses cendres sont dans la tombe Slavín du cimetière de Vyšehrad : « Naviguez d'après les étoiles, non d'après les feux de position des bateaux voisins. »
Depuis longtemps grand admirateur de Jules Verne, qu'il avait connu dans la librairie municipale de sa ville natale, Kopal dispersa un jour un peu de poussière lunaire sur la tombe de l'écrivain.
On a nommé l'astéroïde (2628) Kopal en son honneur.

## Publications (liste partielle)
Les publications de Kopal sont en anglais et en tchèque. Il a écrit environ 400 articles et à peu près 50 livres.

### En ligne
- « The Roche model and its applications to close binary systems », dans Advances in astronomy and astrophysics, vol. 9, 1972 (ISBN 9780120032099, lire en ligne).
- « Topography of the Moon », dans Zdeněk Kopal (dir.), Physics and astronomy of the Moon, Academic Press, 1962, p. 231.
- An Introduction to the Study of the Moon, Springer Science & Business Media, 2013, 464 p. — Larges extraits chez Google Livres.